# Zephronia tigrinoides
Zephronia tigrinoides är en mångfotingart som beskrevs av Carl Graf Attems 1936. Zephronia tigrinoides ingår i släktet Zephronia och familjen Zephroniidae. Inga underarter finns listade i Catalogue of Life.